# Discografia dei Fall Out Boy
Questa è la discografia del gruppo musicale statunitense Fall Out Boy.

## Album

### Album in studio
| Anno | Titolo                          | Classifiche | Classifiche | Classifiche | Classifiche | Certificazioni                                                              |
| Anno | Titolo                          | US          | US Rock     | AUS         | UK          | Certificazioni                                                              |
| ---- | ------------------------------- | ----------- | ----------- | ----------- | ----------- | --------------------------------------------------------------------------- |
| 2003 | Take This to Your Grave         | —           | —           | 87          | 96          | - US: Oro - UK: Oro                                                         |
| 2005 | From Under the Cork Tree        | 9           | 2           | 4           | 12          | - US: Platino (2) - UK: Platino - CAN: Platino (2)                          |
| 2007 | Infinity on High                | 1           | 1           | 9           | 3           | - US: Platino - UK: Platino - AUS: Platino (2) - CAN: Platino - NZ: Platino |
| 2008 | Folie à Deux                    | 8           | 3           | 39          | 9           | - US: Oro - UK: Oro - AUS: Platino                                          |
| 2013 | Save Rock and Roll              | 1           | 1           | 2           | 2           | - UK: Oro - CAN: Oro                                                        |
| 2015 | American Beauty/American Psycho | 1           | 1           | 3           | 2           |                                                                             |
| 2018 | Mania                           | —           | —           | —           | —           |                                                                             |

### Album dal vivo
| Anno | Titolo          | Classifiche | Classifiche | Classifiche | Classifiche | Certificazioni |
| Anno | Titolo          | US          | US Rock     | AUS         | UK          | Certificazioni |
| ---- | --------------- | ----------- | ----------- | ----------- | ----------- | -------------- |
| 2008 | Live in Phoenix | —           | —           | 32          | 147         | - US: Platino  |
| 2013 | Live in Tokyo   | —           | —           | —           | —           |                |

### Raccolte
| Anno | Titolo                             | Classifiche | Classifiche | Classifiche |
| Anno | Titolo                             | US          | AUS         | UK          |
| ---- | ---------------------------------- | ----------- | ----------- | ----------- |
| 2009 | Believers Never Die: Greatest Hits | 77          | 25          | 88          |
| 2012 | Icon                               | —           | —           | —           |

### Extended play
| Anno | Titolo                                                          | Classifiche |
| Anno | Titolo                                                          | US          |
| ---- | --------------------------------------------------------------- | ----------- |
| 2002 | Project Rocket/Fall Out Boy                                     | —           |
| 2003 | Fall Out Boy's Evening Out with Your Girlfriend                 | —           |
| 2004 | My Heart Will Always Be the B-Side to My Tongue                 | 153         |
| 2007 | Leaked in London                                                | —           |
| 2008 | Welcome to the New Administration                               | —           |
| 2009 | America's Suitehearts: Remixed, Retouched, Rehabbed and Retoxed | —           |
| 2014 | PAX AM Days                                                     | 24          |

## Singoli
- 2003 – Dead on Arrival
- 2003 – Grand Theft Autumn/Where Is Your Boy
- 2003 – Saturday
- 2005 – Sugar, We're Goin Down
- 2006 – Dance, Dance
- 2006 – A Little Less Sixteen Candles, a Little More "Touch Me"
- 2007 – This Ain't a Scene, It's an Arms Race
- 2007 – Thnks fr th Mmrs
- 2007 – The Carpal Tunnel of Love
- 2007 – The Take Over, the Break's Over
- 2007 – I'm Like a Lawyer with the Way I'm Always Trying to Get You Off (Me & You)
- 2008 – Beat It
- 2008 – I Don't Care
- 2008 – Headfirst Slide into Cooperstown on a Bad Bet
- 2008 – What a Catch Donnie
- 2009 – America's Suitehearts
- 2009 – Alpha Dog
- 2013 – My Songs Know What You Did in the Dark (Light Em Up)
- 2013 – The Phoenix
- 2013 – Alone Together
- 2013 – Young Volcanoes
- 2014 – Centuries
- 2014 – American Beauty/American Psycho
- 2015 – Uma Thurman
- 2015 – Back to Earth (con Steve Aoki)
- 2017 – Young and Menace
- 2017 – Champion
- 2017 – The Last of the Real Ones
- 2017 – Hold Me Tight or Don't
- 2018 – Wilson (Expensive Mistakes)
- 2018 – Church

## Video musicali
| Anno | Titolo                                                                     | Regista/i                |
| ---- | -------------------------------------------------------------------------- | ------------------------ |
| 2003 | Dead on Arrival                                                            | Greg Kaplan              |
| 2004 | Grand Theft Autumn/Where Is Your Boy                                       | Dale Resteghini          |
| 2004 | Saturday                                                                   | Dave Mayers              |
| 2005 | Sugar, We're Goin Down                                                     | Matt Lenski              |
| 2006 | Dance, Dance                                                               | Alan Ferguson            |
| 2006 | A Little Less Sixteen Candles, a Little More "Touch Me"                    | Alan Ferguson            |
| 2007 | This Ain't a Scene, It's an Arms Race                                      | Alan Ferguson            |
| 2007 | The Carpal Tunnel of Love                                                  | Happy Tree Friends Films |
| 2007 | Thnks fr th Mmrs                                                           | Alan Ferguson            |
| 2007 | The Take Over, the Break's Over                                            | Alan Ferguson            |
| 2007 | I'm Like a Lawyer with the Way I'm Always Trying to Get You Off (Me & You) | Alan Ferguson            |
| 2008 | Beat It                                                                    | Shane Drake              |
| 2008 | I Don't Care                                                               | Alan Ferguson            |
| 2009 | America's Suitehearts                                                      | Matt Stanski             |
| 2009 | What a Catch, Donnie                                                       | Alan Ferguson            |
| 2009 | Headfirst Slide into Cooperstown on a Bad Bet                              | Shane Valdés             |
| 2009 | Alpha Dog                                                                  | Harvey White             |
| 2013 | My Songs Know What You Did in the Dark (Light Em Up)                       | Donald/Zaeh              |
| 2013 | The Phoenix                                                                | Donald/Zaeh              |
| 2013 | Young Volcanoes                                                            | Donald/Zaeh              |
| 2013 | Alone Together                                                             | Donald/Zaeh              |
| 2013 | The Mighty Fall (feat. Big Sean)                                           | Donald/Zaeh              |
| 2013 | Love, Sex, Death                                                           | Brendan Walter           |
| 2013 | Just One Yesterday (feat. Foxes)                                           | Donald/Zaeh              |
| 2013 | Where Did the Party Go                                                     | Donald/Zaeh              |
| 2013 | Death Valley                                                               | Donald/Zaeh              |
| 2014 | Rat a Tat (feat. Courtney Love)                                            | Donald/Zaeh              |
| 2014 | Miss Missing You                                                           | Donald/Zaeh              |
| 2014 | Save Rock and Roll (feat. Elton John)                                      | Donald/Zaeh              |
| 2014 | Immortals                                                                  | Donald/Zaeh              |
| 2014 | Centuries                                                                  | Syndrome                 |
| 2014 | American Beauty/American Psycho                                            | Syndrome                 |